# Ron DeSantis
Ronald Dion DeSantis (Jacksonville, Florida; 14 de septiembre de 1978), conocido como Ron DeSantis, es un político conservador estadounidense que se desempeña como gobernador de Florida desde 2019. Previamente fue congresista en la Cámara de Representantes de los Estados Unidos por el 6.º distrito congresional de Florida entre 2013 y 2018.
Nacido en Jacksonville, DeSantis pasó la mayor parte de su infancia en Dunedin, Florida. Después de graduarse de la Universidad de Yale y de la Escuela de Derecho de Harvard, DeSantis se desempeñó como abogado y oficial en la Abogacía General de la Marina de los Estados Unidos. Fue elegido por primera vez a la Cámara de Representantes en 2012. Participó en las elecciones al Senado de los Estados Unidos de 2016 por Florida, pero terminó su campaña cuando el senador Marco Rubio anunció que buscaría la reelección. DeSantis luego optó por postularse para la reelección a su puesto en la Cámara de Representantes de los Estados Unidos y fue reelegido en noviembre de 2016. Descrito como «un gran aliado de Donald Trump», DeSantis atrajo una mayor atención en 2017 por sus frecuentes críticas a la investigación del asesor especial Robert Mueller sobre la interferencia de Rusia en las elecciones de 2016, instando a Trump a cerrar o limitar significativamente la investigación.
El 28 de agosto de 2018, DeSantis ganó las primarias republicanas para gobernador de Florida. El 10 de septiembre de 2018 renunció a su puesto en la Cámara de Representantes para centrarse en su campaña para gobernador. DeSantis fue declarado ganador por estrecho margen de 32000 votos de la Elección para gobernador de Florida de 2018 tras un recuento de votos en noviembre, derrotó al candidato demócrata Andrew Gillum. Asumió el cargo el 8 de enero de 2019 y se convirtió en el gobernador estadounidense más joven hasta la fecha.
El día 8 de noviembre de 2022, Ron DeSantis logró la victoria en las elecciones a Gobernador de Florida 2022 por un amplio margen de 1,5 millones de votos sobre su rival demócrata Charlie Crist, el cual perdió 937000 votos. En esta ocasión DeSantis aumentó su apoyo popular en 538000 votos respecto a la anterior votación a pesar de que la participación cayó un 8,8%.
El 24 de mayo de 2023, DeSantis anunció mediante conversación a través de Twitter con Elon Musk su precandidatura a la presidencia de los Estados Unidos para las elecciones de 2024 presentándose oficialmente a las primarias presidenciales del Partido Republicano de 2024, donde compitió con varios pretendientes previamente proclamados, entre ellos el expresidente Donald Trump. Finalmente, el nominado republicano para la presidencia de los Estados Unidos fue Donald Trump.
Después de haber quedado en 3º lugar en las primarias republicanas de 2024 y haber tenido un buen desempeño en las encuestas de 2023 llegando a colocarse en 2º posición con entre un 11% y un 30% de respaldo durante dicho año, es en la actualidad debido a que Trump no puede presentarse a un tercer mandato por la 22º Enmienda de la Constitución de los Estados Unidos el principal candidato a ganar las primarias del Partido Republicano de 2028.

## Primeros años y educación
Ronald Dion DeSantis nació el 14 de septiembre de 1978 en Jacksonville, Florida, hijo de Karen (Rogers) y Ronald DeSantis, ambos descendientes de italianos. En 1991, fue miembro del equipo de las Pequeñas Ligas de Dunedin National que pasó de la temporada regular a la Liga Mundial de la Serie Mundial en Williamsport, Pensilvania.
Después de graduarse en 1997 de Dunedin High School en Dunedin, Florida, DeSantis asistió a la Universidad de Yale, donde se graduó con una licenciatura en Historia en 2001. Luego asistió a la Escuela de Derecho de Harvard, y recibió su título de doctor en Derecho en 2005.

## Servicio militar

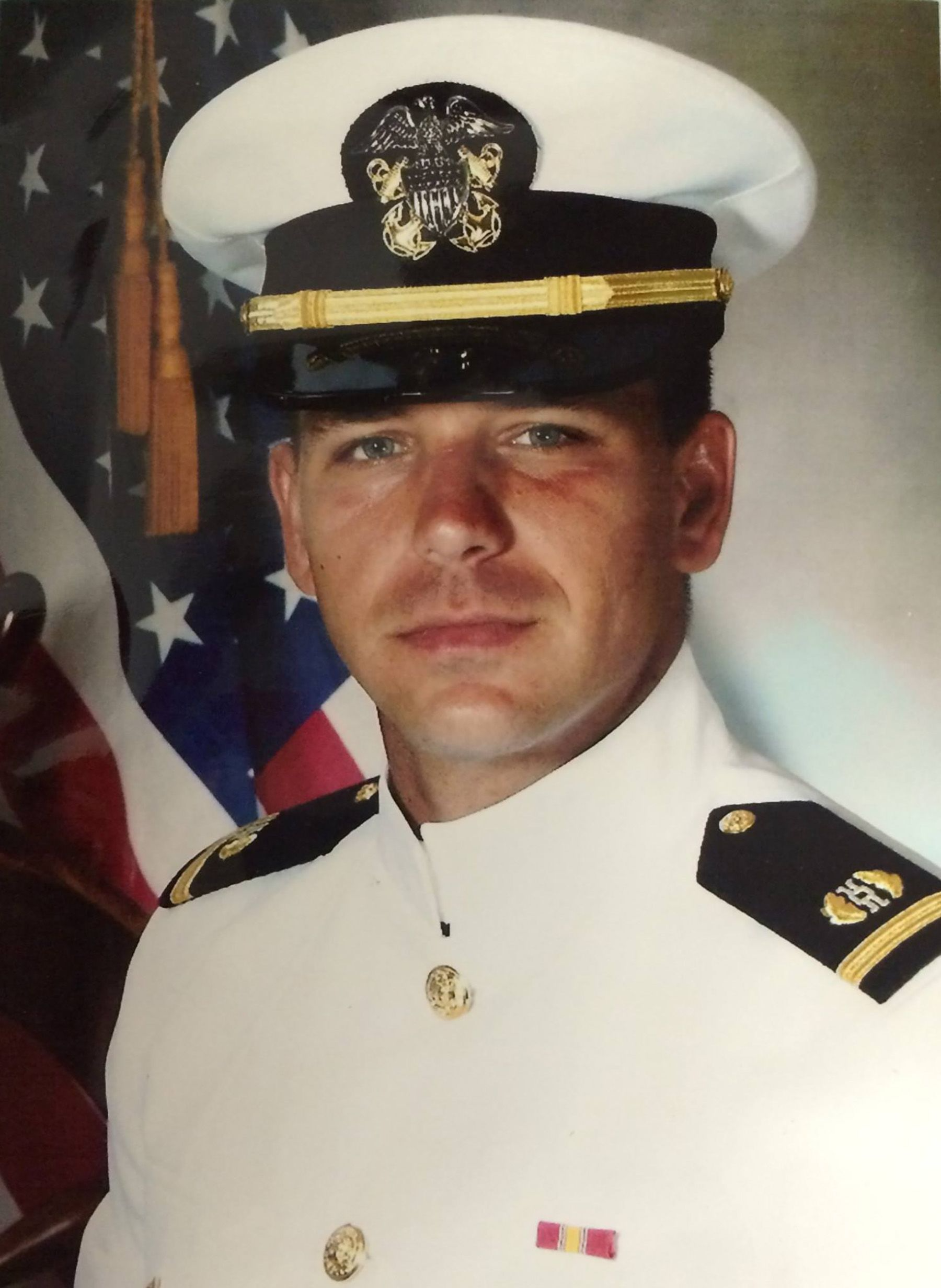
DeSantis como alférez de la Armada c. 2005

DeSantis recibió la comisión de oficial de la Reserva Naval y su asignación al Cuerpo del Juez Defensor General (JAG) en 2004 en el Centro de la Reserva Naval de los Estados Unidos en Dallas, Texas, mientras estudiaba en la Escuela de Derecho de Harvard. Completó la Escuela de Justicia Naval de los Estados Unidos en 2005. Más tarde, ese mismo año, recibió órdenes de la Oficina de Servicios de Juicio del Sureste en la Estación Naval de Mayport, Florida, como fiscal de JAG. En 2006, fue ascendido de Lieutenant Junior Grade (LTJG) a Lieutenant (LT). Trabajó para la Fuerza de Tarea Conjunta-Comandante de Guantánamo (JTF-GTMO), trabajando directamente con los detenidos en el Centro de Detención Conjunta de la Bahía de Guantánamo.
En 2007, DeSantis se presentó al Grupo de Comando de Guerra Especial Naval en Coronado, California, donde fue asignado al Equipo Uno de SEAL y destinado a Irak. Con el aumento de tropas trabajó como asesor legal del comandante de SEAL, Special Operations Task Force-West en Fallujah.
Regresó a los Estados Unidos en abril de 2008, momento en el cual fue reasignado al Servicio Jurídico de la Región Naval del Sureste. Fue nombrado por el Departamento de Justicia de los Estados Unidos para servir como fiscal federal en la Oficina del Fiscal de los Estados Unidos en el Distrito Medio de Florida. DeSantis fue asignado como abogado defensor de juicios hasta su baja honorable del servicio activo en febrero de 2010. Al mismo tiempo aceptó una comisión de reserva como teniente en el cuerpo general de abogados defensores, en la Reserva de la Armada de los Estados Unidos. Fue galardonado con la Medalla de la Estrella de Bronce y la Medalla de la Campaña de Irak.

## Escritor
Fue autor de un libro titulado Sueños de nuestros padres fundadores: Primeros principios en la era de Obama, que se publicó en 2011. Su libro ha aparecido en National Review, The Washington Times, Human Events, y American Thinker.
El 28 de febrero de 2022 DeSantis publicó su segundo libro, El coraje de ser libre: El proyecto de Florida para el renacimiento de América (en inglés: The courage to be free: Florida's blueprint form America's revival), donde habla del «modelo político que ha desarrollado en Florida desde 2019», de su relación y opinión de Donald Trump y sobre los peligros que según él «acechan a Estados Unidos».

## Cámara de Representantes de los Estados Unidos

### Elecciones de 2012
En 2012, DeSantis participó en las primarias republicanas para el 6º distrito del Congreso de la Florida. El distrito había sido anteriormente el 7° distrito, representado por el titular republicano de 20 años John Mica. Sin embargo, la mayor parte del territorio de Mica en el Condado de Orange había sido adjudicado al nuevo 7º distrito, el antiguo 24º distrito. Mica optó por presentarse en el séptimo reconfigurado, haciendo del sexto un asiento abierto.[cita requerida]
DeSantis ganó la primaria republicana de seis candidatos con el 39 % de los votos, y el segundo representante, el representante estatal Fred Costello, obtuvo el 23 %. En las elecciones generales de noviembre, DeSantis derrotó a la demócrata Heather Beaven por 57–43 %, con mayorías en los cuatro condados.

### Tareas del comité
Antes del 114º Congreso de los Estados Unidos, DeSantis fue nombrado Presidente del Subcomité de Seguridad Nacional.
- Comité de Asuntos Exteriores
  - Subcomité de Medio Oriente y Asia del Sur
  - Subcomité sobre el hemisferio occidental
- Comité de la Judicatura
  - Subcomité de Constitución y Justicia Civil.
  - Subcomité de Tribunales, Propiedad Intelectual e Internet
- Comité de Supervisión y Reforma Gubernamental
  - Subcomité de la Fuerza Laboral Federal, Servicio Postal de los Estados Unidos y el Censo
  - Subcomité de Crecimiento Económico, Creación de Empleo y Asuntos Regulatorios
- Comité de estudio republicano[23]

### Legislación
El 29 de enero de 2014, DeSantis presentó en la Cámara de Representantes la Ley de Ejecución Fiel de la Ley de 2014 (HR 3973; 113th Congress), un proyecto de ley que ordenaría al Departamento de Justicia de los Estados Unidos informar al Congreso de los Estados Unidos cada vez que una agencia federal se abstuviera de hacer cumplir las leyes o reglamentos por cualquier motivo. En el informe, el gobierno tendría que explicar por qué había decidido no hacer cumplir esa ley.
DeSantis habló a favor del proyecto de ley, argumentando que "el presidente Obama no solo no ha respetado varias de las leyes de nuestra nación, sino que ha prometido seguir haciéndolo para promulgar su impopular agenda. El pueblo estadounidense merece saber exactamente qué leyes se niega a hacer cumplir el gobierno de Obama y por qué ".
En 2013, DeSantis firmó una promesa patrocinada por los "Americans for Prosperity" que prometía votar en contra de cualquier legislación sobre el calentamiento global que aumentara los impuestos.
El 24 de agosto de 2017, DeSantis agregó una cláusula adicional al paquete de proyecto de ley de gasto fiscal 2018 propuesto que finalizaría la financiación para la investigación del Consejo Especial de 2017 «o para la investigación bajo ese orden de asuntos que ocurrieron antes de junio de 2015» (el mismo mes que Trump anunció su candidatura presidencial) 180 días después de la aprobación del proyecto de ley.
La enmienda contrarrestaría un proyecto de ley bipartidista redactado por dos senadores demócratas y dos republicanos de los Estados Unidos, cuyo objetivo era limitar el poder del presidente para despedir al abogado especial. La enmienda de DeSantis podría cortar la financiación de la investigación en noviembre de 2017. También fue una respuesta a la declaración del vicefiscal general Rod Rosenstein de que el Departamento de Justicia "no realiza expediciones de pesca". DeSantis declaró que la orden del DOJ del 17 de mayo de 2017 "no identificó un delito que se investigue y prácticamente invita a una expedición de pesca".
Es miembro fundador del Freedom Caucus, un grupo de conservadores del Congreso.

## Candidatura al Senado de los Estados Unidos de 2016
El 6 de mayo de 2015, DeSantis anunció que se postulaba para un escaño en el Senado de los Estados Unidos que tenía Marco Rubio, quien inicialmente no se postuló para la reelección debido a su candidatura a la presidencia de los Estados Unidos. Fue respaldado por el Club for Growth.
DeSantis se retiró de campaña tras el anuncio del senador Marco Rubio que buscaría la reelección en el Senado, revirtiendo su compromiso inicial de no postularse, el 22 de junio de 2016. Después de abandonar su candidatura al Senado de los Estados Unidos, DeSantis se postuló para su reelección a su escaño en la Cámara de Representantes de Estados Unidos.[cita requerida]

## Candidatura para la gobernación de Florida de 2018

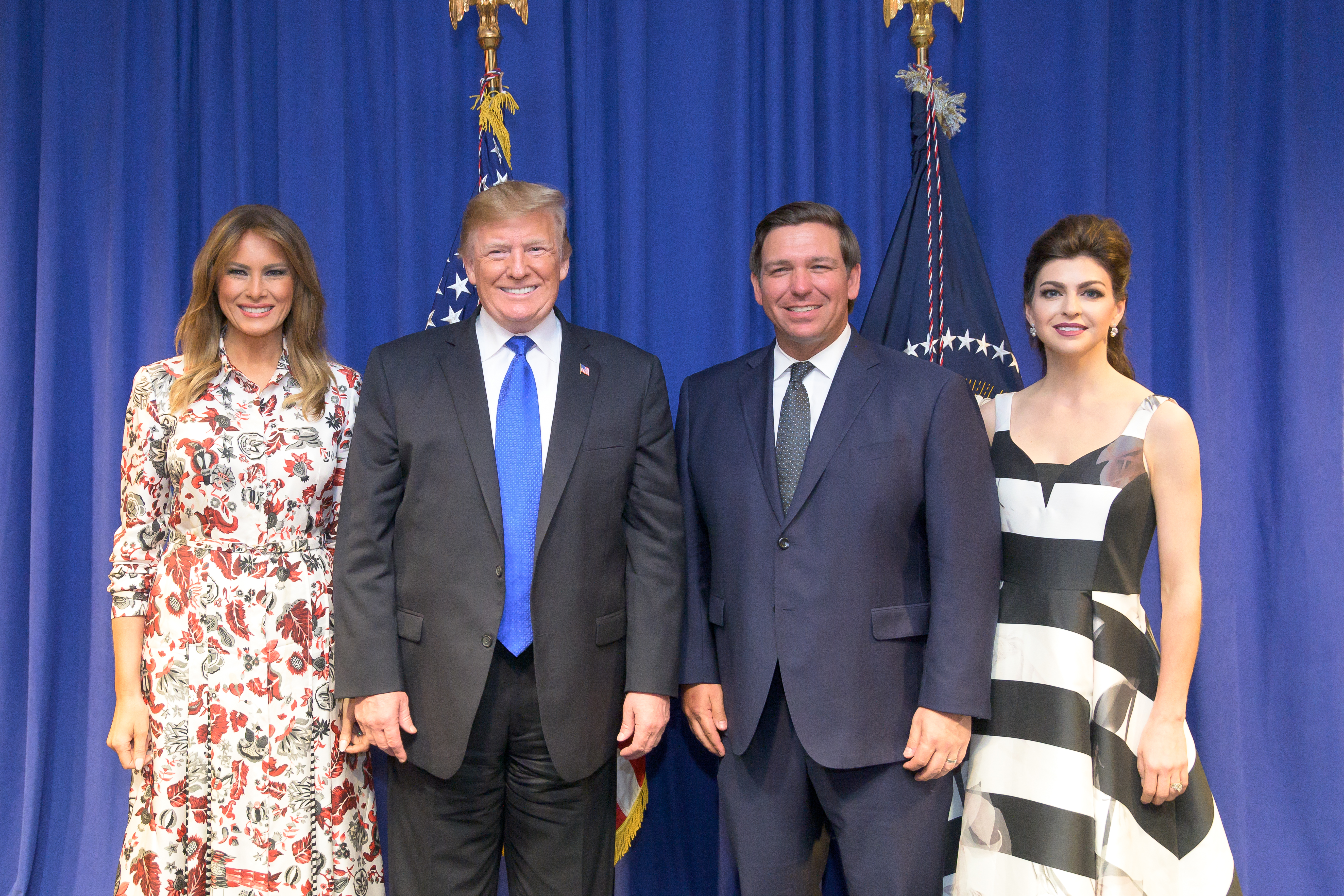
El 45° Presidente de los Estados Unidos, Donald Trump ayudó a Ron DeSantis a ganar la gobernación del estado de Florida.

En enero de 2018, DeSantis anunció su candidatura para gobernador de Florida para suceder al republicano Rick Scott. El presidente Donald Trump declaró en diciembre de 2017 que apoyaría a DeSantis en caso de postularse para gobernador. Durante las primarias republicanas, DeSantis enfatizó su apoyo a Trump publicando un anuncio donde enseñó a sus hijos a "construir el muro" y decir "Make America Great Again" y vistiendo a uno de sus hijos con un jersey rojo con la leyenda "Make America Great Again" . Cuando se le preguntó si podía nombrar un problema en el que no estaba de acuerdo con Trump, DeSantis no mencionó un solo problema. El 30 de julio de 2018, Jonathan Martin, de The New York Times, escribió que el apoyo que la campaña principal de DeSantis había recibido demostraba la capacidad de Trump en la creación de una figura de rey en un estado de tendencia republicana, pero también una «nacionalización más amplia de la política conservadora», en la cual «una voluntad de relámpagos a la izquierda, los medios y el asesor especial Robert S. Mueller pueden anular las credenciales locales, los avales locales y la preparación para un trabajo basado en el estado».
El 28 de agosto de 2018, DeSantis ganó la primaria republicana. Su oponente demócrata en las elecciones generales fue Andrew Gillum. La candidatura fue "ampliamente vista como un lanzamiento".
En septiembre de 2018, DeSantis anunció a la representante estatal Jeanette Núñez como su vicegobernadora. Renunció a su asiento en la Cámara de Representantes de los Estados Unidos el 10 de septiembre de 2018, para centrarse en su candidatura a gobernador. Ese mismo mes, DeSantis fue criticado por no tener propuestas completamente formadas para su campaña de gobernador. Él canceló una entrevista planeada con el Tampa Bay Times para tener tiempo adicional para armar unas propuesas antes de una entrevista detallada sobre políticas.

### Propuestas
Las propuestas de DeSantis incluye el apoyo a la legislación que permitiría a las personas con permisos de armas ocultas llevar armas de fuego abiertamente. También respalda una ley que exige el uso de la verificación electrónica por parte de las empresas y una prohibición a nivel estatal de las protecciones de «ciudades santuario» para los inmigrantes indocumentados. DeSantis ha prometido detener la propagación del agua contaminada del lago Okeechobee. DeSantis también ha expresado su apoyo a una enmienda constitucional del estado para exigir un voto mayoritario para cualquier aumento de impuestos. Se opone a permitir que adultos sanos y sin hijos puedan recibir Medicaid. DeSantis ha declarado que implementaría un programa de marihuana medicinal, pero se opone a la legalización de la marihuana recreativa.

### Controversias
El 29 de agosto de 2018, DeSantis fue criticado por supuestos comentarios de discriminación racial. DeSantis dijo: "Lo último que debemos hacer es juntarnos con esto tratando de adoptar una agenda socialista con enormes aumentos de impuestos y llevar a la bancarrota al estado. Eso no va a funcionar. Eso no va a ser bueno para Florida". DeSantis fue acusado de usar el sustantivo mono para referirse a su oponente, Gillum, que es afroamericano. En medio de la controversia sobre los comentarios de DeSantis, The Washington Post y Naples Daily News informaron que DeSantis había aparecido en cuatro ocasiones en conferencias raciales en el Centro de Libertad David Horowitz que presentaban a varios provocadores de la derecha como oradores. DeSantis ha declarado que su comentario "no tiene nada que ver con la raza".

## Candidatura para la presidencia 2024
Varias personas notables han instado a DeSantis a postularse para presidente en las elecciones de 2024. En septiembre de 2021, calificó la especulación de 2024 como "puramente fabricada". En abril de 2023, dijo: "No soy un candidato, así que veremos si eso cambia y cuándo"; en ese momento, Trump aventajaba a DeSantis en las encuestas para la nominación republicana, pero DeSantis tenía más éxito que Trump en las encuestas de campo de las elecciones generales.
En una encuesta informal realizada en la Conferencia Política de Acción Conservadora de 2022 para la nominación presidencial republicana de 2024, DeSantis quedó en segundo lugar con el 28% de los votos, detrás de Trump, que recibió el 59%. Desde 2022, DeSantis ha sido visto cada vez más como un candidato a la nominación republicana. Varios escritores han pronosticado que podría derrotar a Trump o dicho que es preferible a Trump en vista de las audiencias por el 6 de enero y las encuestas de opinión posteriores. Estas ideas cobraron más fuerza después de las elecciones intermedias de 2022, cuando DeSantis fue reelegido gobernador por casi 20 puntos porcentuales, mientras que los candidatos respaldados por Trump, como Mehmet Öz en la carrera por el Senado en Pensilvania, tuvieron un desempeño deficiente. El lanzamiento de las memorias de DeSantis, The Courage To Be Free (El coraje de ser libre), y la posterior gira del libro, también aumentaron la especulación de 2024.
El 24 de mayo de 2023, DeSantis lanzó oficialmente su candidatura a la presidencia. Su candidatura a la presidencia se anunció a través de Twitter, con la asistencia de su propietario, Elon Musk. Entre sus principales propuestas se encuentra controlar la migración cerrando la frontera con México.
El 21 de enero de 2024, DeSantis retiró su candidatura y emitió un respaldo a Trump, habiendo quedado previamente en un distante segundo lugar tras Trump en las primarias de Iowa el cual obtuvo un 51% de los apoyos. DeSantis logró el 21% de los votos a pesar de un importante esfuerzo, pero aun así superó a Nikki Haley y a Vivek Ramaswamy, los cuales lograron un 19,07% y un 7,64% de los apoyos respectivamente en la primera contienda de las primarias republicanas de 2024.
Meses más tarde, el 28 de abril se supo a través de la CNN en español que por mediación del inversor inmobiliario Steve Witkoff, Ron DeSantis tuvo una reunión en Miami con Donald J. Trump con la intención de ayudarlo a recaudar fondos. 

## Política nacional
Con una popularidad creciente entre los partidarios republicanos en el año 2022, su relación con Donald Trump se estaba deteriorando, ya que este último lo percibía como un rival para las elecciones presidenciales de 2024. El expresidente le criticó en privado por no haber dicho públicamente en ese momento que no se presentaría en 2024, llegando a calificarle de "desagradecido y sin personalidad". Personas cercanas a Trump le atacaron en términos abusivos en las redes sociales.
Esta tensión se mantuvo hasta enero de 2024 por las razones indicadas en el apartado anterior donde se menciona su candidatura presidencial de dicho año.

## Posiciones políticas

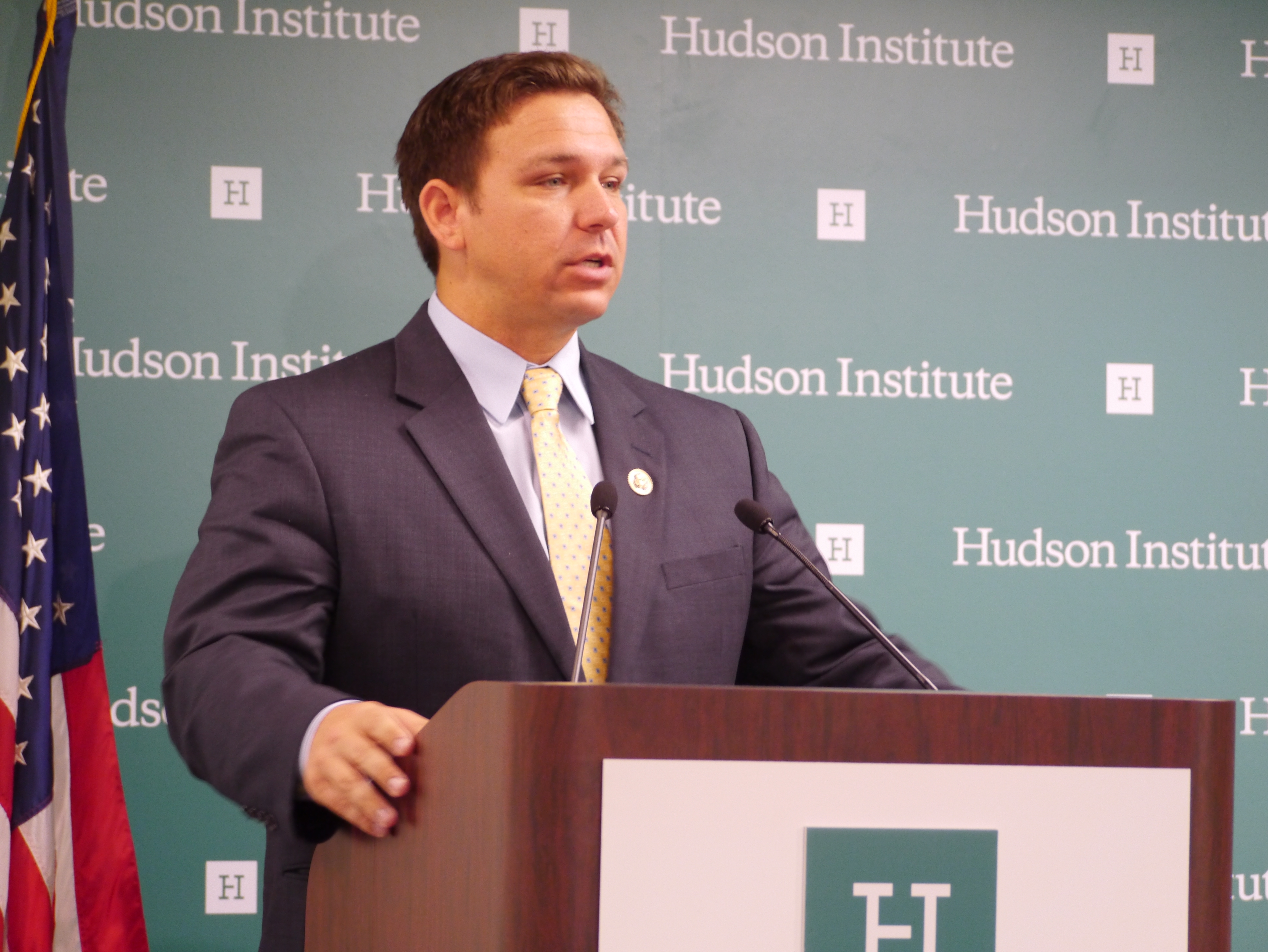
DeSantis hablando en el Instituto Hudson.

DeSantis es un conservador incondicional. DeSantis recibió el respaldo del PAC de Acción del Consejo de Investigación Familiar, socialmente conservador, en 2015.

### Marihuana
DeSantis apoya la implementación de un programa de marihuana medicinal en Florida, pero se opone a la legalización de la marihuana recreativa. Votó en contra de la Enmienda de acceso equitativo para veteranos que les daría a los veteranos acceso a la marihuana medicinal si lo recomendara su médico de la Administración de Salud para Veteranos y si fuera legal con fines medicinales en su estado de residencia.

### Anticonceptivos y aborto
DeSantis se opone al derecho al aborto y ha denunciado a Planned Parenthood.

### Economía
DeSantis ha dicho que el debate en Washington D. C., sobre cómo reducir el déficit debería cambiar el énfasis de los aumentos de impuestos a recortar el gasto y desencadenar el crecimiento económico. Él apoya una política de "no presupuesto no paga" para que el Congreso fomente la aprobación de un presupuesto. Él cree que el Sistema de la Reserva Federal debería ser auditado.
A raíz de la supuesta controversia del IRS, DeSantis pidió la renuncia del Comisionado del Servicio de Impuestos Internos, John Koskinen, por haber "fallado al pueblo estadounidense al frustrar los intentos del Congreso de averiguar la verdad". Él copatrocinó un proyecto de ley para acusar a Koskinen por violar la confianza de los ciudadanos. En 2015, DeSantis fue nombrado "Superhéroe de los contribuyentes" por Citizens Against Government Waste, un think-tank conservador.
DeSantis apoyó el Reglamento de la Ley del Ejecutivo en Necesidad de Escrutinio (REINS), que exigiría que los reglamentos que tienen un impacto económico significativo estén sujetos al voto del Congreso antes de entrar en vigor.
DeSantis introdujo la Ley de trabajo para personas de la tercera edad, que revocaría la Prueba de ganancias de jubilación y eximiría a los adultos mayores del 12.4 % del impuesto de nómina del Seguro Social, y copatrocinó una medida para eliminar los impuestos sobre los beneficios del Seguro Social.
DeSantis patrocinó la Ley de Empoderamiento del Transporte, que transferiría gran parte de la responsabilidad de los proyectos de transporte a los estados individuales y reduciría drásticamente el impuesto federal al gas.
DeSantis se opuso a la legislación para exigir que los minoristas en línea cobren y paguen los impuestos estatales sobre las ventas.
Votó a favor de la Ley de Recortes de Impuestos y Empleos de 2017. DeSantis dice que el proyecto de ley traerá una "tasa impositiva dramáticamente más baja" y un "gasto total de las inversiones de capital". DeSantis también cree que la ley traerá más empleos a Estados Unidos.

### Educación
DeSantis se opone a los programas federales de educación tales como la ley Que ningún niño se quede atrás y Race to the Top, y dice que la política de educación debe hacerse a nivel local.
En 2016, DeSantis introdujo la Ley de Oportunidad y Reforma de la Educación Superior, que permitiría a los estados crear sus propios sistemas de acreditación. En un artículo de opinión para el National Review, DeSantis dijo que su legislación daría a los estudiantes "acceso a dinero de préstamos federales para invertir en oportunidades educativas no tradicionales, como cursos de aprendizaje en línea, escuelas vocacionales y pasantías en oficios especializados".
En junio de 2021, aprobó una ley que obliga a los estudiantes y profesores de las universidades públicas a declarar sus opiniones políticas al Estado de Florida, cuestionando el riesgo de "adoctrinamiento socialista" en ellas.

### Relaciones Exteriores

#### Cuba
En 2015, DeSantis introdujo la Ley de Prevención de Reincidencia de la Bahía de Guantánamo, que cortaría la ayuda extranjera a los países que reciben detenidos si aparecen en la lista de reincidencia del terrorismo.
DeSantis se opuso al plan del presidente Obama de cerrar el centro de detención de Guantánamo y dijo que "traer terroristas endurecidos a los Estados Unidos daña nuestra seguridad nacional".
Con respecto al reinicio formal de las relaciones diplomáticas entre Cuba y Estados Unidos, DeSantis dijo que "levantar la bandera cubana en los Estados Unidos es una bofetada en la cara para aquellos que han experimentado la brutalidad del régimen de Castro".

#### Irán
DeSantis se opuso al marco de acuerdo nuclear de Irán, calificándolo de "un mal acuerdo que degradará significativamente nuestra seguridad nacional". DeSantis dijo que "el acuerdo con Irán le da a Alí Jamenei exactamente lo que quiere: miles de millones de dólares en alivio de sanciones, validación del programa nuclear iraní y la capacidad de obstaculizar las inspecciones".
Durante una serie de preguntas, DeSantis le dijo al Secretario de Estado John Kerry que el poder ejecutivo tenía la obligación legal de proporcionarle al Congreso los detalles de cualquier acuerdo paralelo entre los líderes mundiales e Irán. DeSantis acusó al presidente Barack Obama de dar un mejor trato a Raúl Castro de Cuba y a Alí Jamenei de Irán que a Benjamin Netanyahu de Israel.

#### Israel
En 2013, DeSantis introdujo la Ley de Responsabilidad Palestina, que detendría la ayuda estadounidense a la Autoridad Palestina hasta que reconozca formalmente el derecho de Israel a existir como estado judío y corte todos los vínculos con el grupo militante Hamás.
En 2016, DeSantis co-introdujo la Ley de No Discriminación de Israel en el Etiquetado, que defenderá el derecho de los productores israelíes a etiquetar productos fabricados en Cisjordania como "Israel", "Hecho en Israel" o "Producto de Israel" . DeSantis apoyó el traslado de la Embajada de los Estados Unidos de Tel Aviv a Jerusalén.

### Gobierno
DeSantis optó por no recibir su pensión en el Congreso, y presentó una medida que eliminaría las pensiones para los miembros del Congreso. Después de introducir la Ley de Pensiones Finales en el Congreso, DeSantis dijo que "los Padres Fundadores imaginaron a los funcionarios electos como parte de una clase de servicio, pero Washington se ha convertido en una cultura de la clase dominante".
DeSantis apoya una enmienda constitucional para imponer límites de mandato a los miembros del Congreso, de modo que los representantes se limitarían a tres mandatos y los senadores a dos mandatos.

### Ley de armas
DeSantis se opone al control de armas. Recibió una calificación A + de la Asociación Nacional del Rifle. En general, se opone a la regulación de armas de fuego y dice que "muy rara vez las restricciones de armas de fuego afectan a los delincuentes. En realidad solo afectan a los ciudadanos que respetan la ley".
Tras el tiroteo de la Escuela Secundaria Stoneman Douglas en 2018 en Parkland, DeSantis expresó su apoyo a la contratación de oficiales de la ley retirados y veteranos militares como guardias armados de las escuelas. No está de acuerdo con la legislación promulgada por el gobernador de la Florida, Rick Scott, que prohibió el aumento de las existencias, agregó un período de espera obligatorio de tres días para la compra de armas y aumentó la edad legal para las compras de 18 a 21. Ha expresado su apoyo a las medidas para mejorar la ley federal. Verificación de antecedentes para la compra de armas de fuego y ha dicho que es necesario intervenir con aquellos que exhiben señales de advertencia de cometer actos de violencia en lugar de esperar hasta que se haya cometido un crimen.

### Salud
DeSantis se opone a la Ley de Protección al Paciente y Cuidado de Salud Asequible. Ha pedido la "derogación total y completa" de la ley.
En marzo de 2017, DeSantis dijo que no estaba preparado para respaldar la Ley Estadounidense de Atención Médica, el esfuerzo republicano de la Cámara de Representantes para derogar y reemplazar la Ley de Atención Asequible. Él votó por el esfuerzo republicano de mayo de 2017 para derogar y reemplazar la Ley del Cuidado de Salud a Bajo Precio.

#### Pandemia de COVID-19
El manejo de DeSantis de la pandemia de coronavirus ha sido duramente criticado. Según los expertos en salud pública, la política dictaba la respuesta al coronavirus en Florida, más que la ciencia. DeSantis rechazó la implementación de un mandato estatal sobre el uso obligatorio de mascarillas, implementó tardíamente las órdenes de quedarse en casa y dejó que su orden de quedarse en casa implementada en abril expirara. En julio de 2020, cuando Florida se había convertido en un epicentro mundial del coronavirus, con casi 5.800 muertes, DeSantis había dejado de lado a los expertos en salud y científicos, y The Washington Post informó que DeSantis confiaba principalmente en su esposa, una ex reportera de televisión y su jefe del personal, un exejecutivo de hospital.
Al comienzo de la pandemia de coronavirus, DeSantis se jactó del bajo número de casos de coronavirus en Florida y criticó duramente a quienes habían argumentado que la respuesta laxa del estado al coronavirus era insuficiente. Los expertos argumentaron que las demoras en el bloqueo aumentarían en gran medida las cifras de coronavirus de Florida y la dejarían susceptible de convertirse en un nuevo punto de acceso. A fines de marzo de 2020, Florida tenía 6.741 casos confirmados de COVID-19. DeSantis declaró que no emitiría una orden de quedarse en casa en todo el estado porque la administración Trump no le había recomendado que lo hiciera. Luego, el 1 de abril, DeSantis ordenó que todos los floridanos se quedaran en casa durante 30 días con excepciones para servicios y actividades esenciales. DeSantis recibió críticas por afirmar el 9 de abril que creía que el COVID-19 no había causado muertes de menores de 25 años en Estados Unidos, a pesar de que esto era falso. DeSantis reconoció este error después de que los críticos lo señalaron y aclaró que no había habido muertes por coronavirus en personas menores de 25 años en Florida. A principios de junio, DeSantis levantó parcialmente su orden de quedarse en casa, levantando las restricciones en bares y cines; el mismo día en que levantó las restricciones, Florida registró el mayor aumento de casos de coronavirus en seis semanas.
DeSantis buscó tener la Convención Nacional Republicana de 2020 en Jacksonville, Florida. En conversaciones con el presidente Trump en mayo, DeSantis dijo que no requeriría el uso de máscaras faciales. Sin embargo, en julio, cuando Florida se convirtió en un epicentro mundial del coronavirus, Trump canceló el evento en Jacksonville.
En junio de 2020, DeSantis fue objeto de un mayor escrutinio después de un aumento en los casos de COVID-19, que comenzó aproximadamente cuatro semanas después de que Florida iniciara el proceso de reapertura. DeSantis dijo que la mayor parte de los casos nuevos estaban presentes en "cohortes más jóvenes" y argumentó que un aumento en las pruebas, particularmente de individuos asintomáticos, y una identificación más eficiente de brotes en áreas como prisiones y en el sector agrícola de Florida eran responsables de la mayoría de los aumentos. Hizo hincapié en que la tensión en el sistema hospitalario y los suministros médicos, como ventiladores, había disminuido desde el "pico" anterior en el número de casos, y que Florida estaba lista para manejar cualquier afluencia adicional de pacientes hospitalarios; y agregó que el estado tenía "el doble" de camas de hospital abiertas que el 1 de marzo. En medio de los llamamientos a DeSantis para restablecer las restricciones a la actividad comercial a fines de junio para detener la propagación del coronavirus, DeSantis dijo que Florida "no dará marcha atrás" sobre la reapertura de la economía, argumentando que "la gente que se dedica a un negocio no es lo que está impulsando" el aumento de los casos de coronavirus.
A partir de junio de 2020, Florida experimentó un resurgimiento de casos de COVID-19, casi triplicando la tasa de porcentaje positivo de pruebas para COVID-19 en un lapso de tres semanas. El 28 de junio de 2020, DeSantis dijo que Florida estaba en "buena forma" en su lucha contra COVID-19, a pesar de que Florida tenía el sexto puesto por casos de COVID-19 confirmados en Estados Unidos a esa fecha.
En septiembre de 2020, DeSantis levantó todas las restricciones de capacidad en bares y restaurantes, a pesar de los casos persistentes de coronavirus. También prohibió a las ciudades y condados implementar mandatos de mascarillas faciales.

### Inmigración
DeSantis criticó las políticas de inmigración del presidente Obama; se opuso a los programas de acción diferida de Obama (Acción Diferida para los Llegados en la Infancia (DACA) y Acción Diferida para los Padres de los Estadounidenses (DAPA)) y lo acusó de no hacer cumplir las leyes de inmigración. DeSantis se opone a las "ciudades santuario". Es copatrocinador de la Ley de requisitos mínimos para el reingreso ilegal de 2015, también conocida como Ley de Kate, que enmendaría la Ley de inmigración y nacionalidad para aumentar las penas aplicables a los extranjeros que ingresen ilegalmente a los Estados Unidos después de ser expulsados. En 2017, Desantis habló en ACT! for America, un grupo de defensa antimusulmán.
Después de los ataques de noviembre de 2015 en París, DeSantis "pidió un reconocimiento urgente de que el extremismo islámico es el culpable de los ataques de París y debería ser visto como un enemigo para Estados Unidos". DeSantis ha dicho que "el enemigo es una ideología arraigada en el islam militante" y ha dicho que ISIS debe detenerse y que sus miembros deben mantenerse alejados de Estados Unidos. Con respecto a la política de los Estados Unidos hacia los refugiados, DeSantis dijo que "la política prudente es errar por el lado de proteger al pueblo estadounidense".

### Veteranos
DeSantis ha criticado duramente al Departamento de Asuntos de los Veteranos de los Estados Unidos por el escándalo de la Administración de Salud de los Veteranos de 2014, en el que las muertes de veteranos estaban relacionadas con tiempos de espera fatales. Es copatrocinador de la Ley de Responsabilidad de VA, que tiene como objetivo aumentar la responsabilidad al proporcionar la remoción o degradación de los empleados del Departamento de Asuntos de Veteranos en base al desempeño o mala conducta. Es miembro del Grupo de Veteranos Post-9/11.

### Derecho al voto de delincuentes

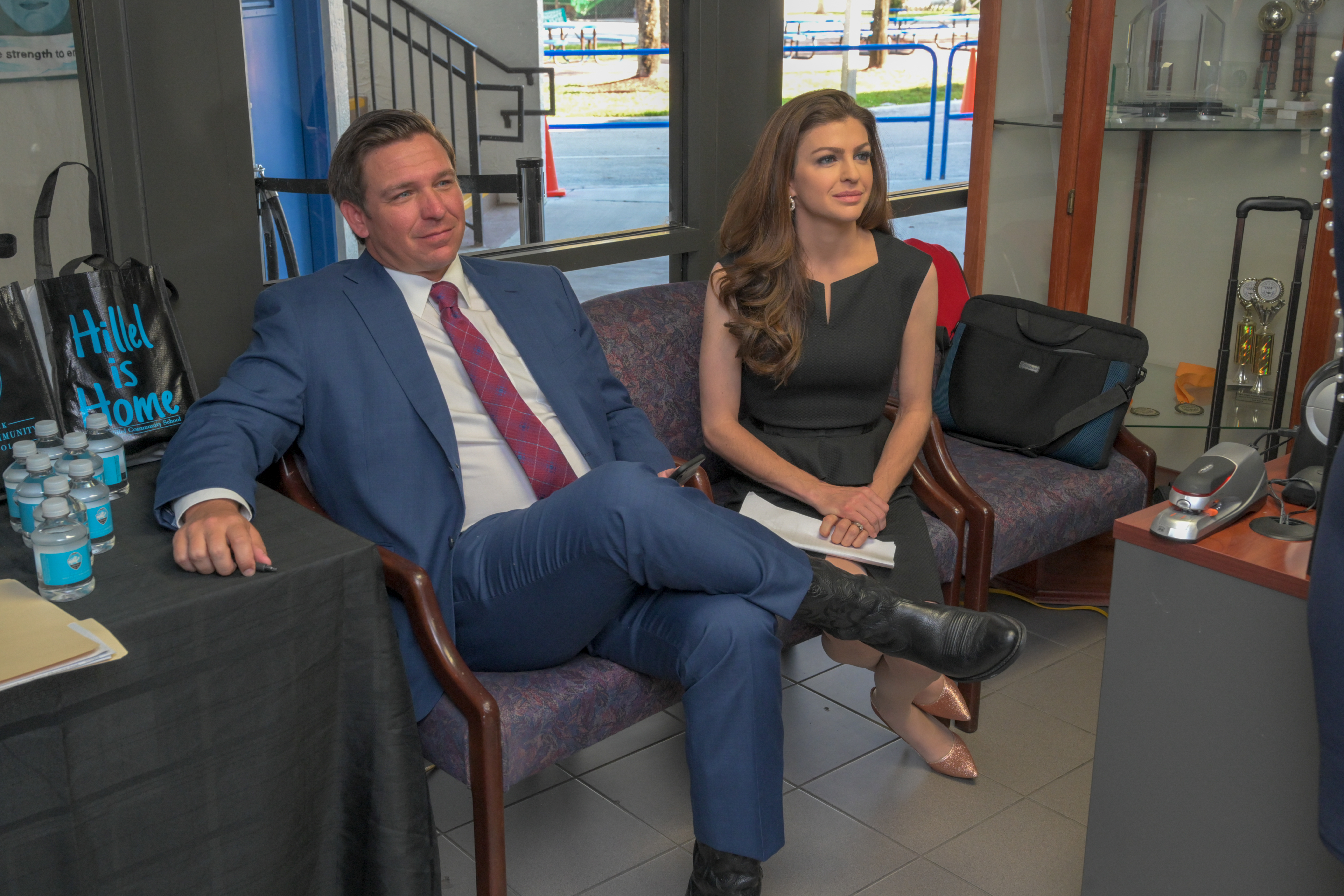
Ron y Casey DeSantis en enero de 2019.

En agosto de 2018, DeSantis no había tomado una posición en una iniciativa de votación de noviembre de 2018 sobre la restauración de los derechos de voto de los delincuentes.

## Vida privada
DeSantis es católico. En 2010, se casó con Casey Black. Anteriormente vivían en Ponte Vedra Beach, cerca de St. Agustine. Sin embargo, cuando Ponte Vedra Beach ingresó en el vecino distrito 4, DeSantis y su esposa se mudaron a Palm Coast, al norte de Daytona Beach. DeSantis y su esposa tienen tres hijos: Madison, Mason y Mamie.

## Ancestros
|  |                                            |  |  |  |  |  |  |  |  |  |  |  |  |  |  |  |
|  | 16. Eugeneo DeSantis                       |  |  |  |  |  |  |  |  |  |  |  |  |  |  |  |
|  |                                            |  |  |  |  |  |  |  |  |  |  |  |  |  |  |  |
|  |                                            |  |  |  |  |  |  |  |  |  |  |  |  |  |  |  |
|  | 8. Nicola DeSantis (1898-1971)             |  |  |  |  |  |  |  |  |  |  |  |  |  |  |  |
|  |                                            |  |  |  |  |  |  |  |  |  |  |  |  |  |  |  |
|  |                                            |  |  |  |  |  |  |  |  |  |  |  |  |  |  |  |
|  | 17. Philomena Pellegrina                   |  |  |  |  |  |  |  |  |  |  |  |  |  |  |  |
|  |                                            |  |  |  |  |  |  |  |  |  |  |  |  |  |  |  |
|  |                                            |  |  |  |  |  |  |  |  |  |  |  |  |  |  |  |
|  | 4. Daniel James DeSantis (1923-1979)       |  |  |  |  |  |  |  |  |  |  |  |  |  |  |  |
|  |                                            |  |  |  |  |  |  |  |  |  |  |  |  |  |  |  |
|  |                                            |  |  |  |  |  |  |  |  |  |  |  |  |  |  |  |
|  | 18. Antonio Nolfi (1872-1960)              |  |  |  |  |  |  |  |  |  |  |  |  |  |  |  |
|  |                                            |  |  |  |  |  |  |  |  |  |  |  |  |  |  |  |
|  |                                            |  |  |  |  |  |  |  |  |  |  |  |  |  |  |  |
|  | 9. María Nolfi (1901-1944)                 |  |  |  |  |  |  |  |  |  |  |  |  |  |  |  |
|  |                                            |  |  |  |  |  |  |  |  |  |  |  |  |  |  |  |
|  |                                            |  |  |  |  |  |  |  |  |  |  |  |  |  |  |  |
|  | 19. Angeline Marchionni                    |  |  |  |  |  |  |  |  |  |  |  |  |  |  |  |
|  |                                            |  |  |  |  |  |  |  |  |  |  |  |  |  |  |  |
|  |                                            |  |  |  |  |  |  |  |  |  |  |  |  |  |  |  |
|  | 2. Ronald Daniel DeSantis (1946-)          |  |  |  |  |  |  |  |  |  |  |  |  |  |  |  |
|  |                                            |  |  |  |  |  |  |  |  |  |  |  |  |  |  |  |
|  |                                            |  |  |  |  |  |  |  |  |  |  |  |  |  |  |  |
|  | 10. Salvatore Petrella (1889-¿?¿?)         |  |  |  |  |  |  |  |  |  |  |  |  |  |  |  |
|  |                                            |  |  |  |  |  |  |  |  |  |  |  |  |  |  |  |
|  |                                            |  |  |  |  |  |  |  |  |  |  |  |  |  |  |  |
|  | 5. Viola M. Petrella (1923-2016)           |  |  |  |  |  |  |  |  |  |  |  |  |  |  |  |
|  |                                            |  |  |  |  |  |  |  |  |  |  |  |  |  |  |  |
|  |                                            |  |  |  |  |  |  |  |  |  |  |  |  |  |  |  |
|  | 22. Donato Casasanta (1870-¿?¿?)           |  |  |  |  |  |  |  |  |  |  |  |  |  |  |  |
|  |                                            |  |  |  |  |  |  |  |  |  |  |  |  |  |  |  |
|  |                                            |  |  |  |  |  |  |  |  |  |  |  |  |  |  |  |
|  | 11. María Dominique Casasanta (1893-¿?¿?)  |  |  |  |  |  |  |  |  |  |  |  |  |  |  |  |
|  |                                            |  |  |  |  |  |  |  |  |  |  |  |  |  |  |  |
|  |                                            |  |  |  |  |  |  |  |  |  |  |  |  |  |  |  |
|  | 23. María Concetta Carduc                  |  |  |  |  |  |  |  |  |  |  |  |  |  |  |  |
|  |                                            |  |  |  |  |  |  |  |  |  |  |  |  |  |  |  |
|  |                                            |  |  |  |  |  |  |  |  |  |  |  |  |  |  |  |
|  | 1. Ron DeSantis. 46º Gobernador de Florida |  |  |  |  |  |  |  |  |  |  |  |  |  |  |  |
|  |                                            |  |  |  |  |  |  |  |  |  |  |  |  |  |  |  |
|  |                                            |  |  |  |  |  |  |  |  |  |  |  |  |  |  |  |
|  | 12. Antonio Ruggiero (1894-1965)           |  |  |  |  |  |  |  |  |  |  |  |  |  |  |  |
|  |                                            |  |  |  |  |  |  |  |  |  |  |  |  |  |  |  |
|  |                                            |  |  |  |  |  |  |  |  |  |  |  |  |  |  |  |
|  | 6. Philip Ernest Rogers (1923-1997)        |  |  |  |  |  |  |  |  |  |  |  |  |  |  |  |
|  |                                            |  |  |  |  |  |  |  |  |  |  |  |  |  |  |  |
|  |                                            |  |  |  |  |  |  |  |  |  |  |  |  |  |  |  |
|  | 26. Salvatore Storti (1871-1940)           |  |  |  |  |  |  |  |  |  |  |  |  |  |  |  |
|  |                                            |  |  |  |  |  |  |  |  |  |  |  |  |  |  |  |
|  |                                            |  |  |  |  |  |  |  |  |  |  |  |  |  |  |  |
|  | 13. Rosina Storti (1898-1960)              |  |  |  |  |  |  |  |  |  |  |  |  |  |  |  |
|  |                                            |  |  |  |  |  |  |  |  |  |  |  |  |  |  |  |
|  |                                            |  |  |  |  |  |  |  |  |  |  |  |  |  |  |  |
|  | 27. Luigia Colucci Louise (1876-1956)      |  |  |  |  |  |  |  |  |  |  |  |  |  |  |  |
|  |                                            |  |  |  |  |  |  |  |  |  |  |  |  |  |  |  |
|  |                                            |  |  |  |  |  |  |  |  |  |  |  |  |  |  |  |
|  | 3. Karen Ann Rogers (1948-)                |  |  |  |  |  |  |  |  |  |  |  |  |  |  |  |
|  |                                            |  |  |  |  |  |  |  |  |  |  |  |  |  |  |  |
|  |                                            |  |  |  |  |  |  |  |  |  |  |  |  |  |  |  |
|  | 28. Venanzio Delisio (1872-1942)           |  |  |  |  |  |  |  |  |  |  |  |  |  |  |  |
|  |                                            |  |  |  |  |  |  |  |  |  |  |  |  |  |  |  |
|  |                                            |  |  |  |  |  |  |  |  |  |  |  |  |  |  |  |
|  | 14. Robert Kresienzo Delisio (1896-1979)   |  |  |  |  |  |  |  |  |  |  |  |  |  |  |  |
|  |                                            |  |  |  |  |  |  |  |  |  |  |  |  |  |  |  |
|  |                                            |  |  |  |  |  |  |  |  |  |  |  |  |  |  |  |
|  | 29. María V. Silvestri (1871-1934)         |  |  |  |  |  |  |  |  |  |  |  |  |  |  |  |
|  |                                            |  |  |  |  |  |  |  |  |  |  |  |  |  |  |  |
|  |                                            |  |  |  |  |  |  |  |  |  |  |  |  |  |  |  |
|  | 7. Carolyn L. Delisio (1923-2006)          |  |  |  |  |  |  |  |  |  |  |  |  |  |  |  |
|  |                                            |  |  |  |  |  |  |  |  |  |  |  |  |  |  |  |
|  |                                            |  |  |  |  |  |  |  |  |  |  |  |  |  |  |  |
|  | 30. Ottavio DeOto (1877-1942)              |  |  |  |  |  |  |  |  |  |  |  |  |  |  |  |
|  |                                            |  |  |  |  |  |  |  |  |  |  |  |  |  |  |  |
|  |                                            |  |  |  |  |  |  |  |  |  |  |  |  |  |  |  |
|  | 15. Anna Antoniette DeOto (1898-1989)      |  |  |  |  |  |  |  |  |  |  |  |  |  |  |  |
|  |                                            |  |  |  |  |  |  |  |  |  |  |  |  |  |  |  |
|  |                                            |  |  |  |  |  |  |  |  |  |  |  |  |  |  |  |
|  | 31. Mary Listorti (1877-¿?¿?)              |  |  |  |  |  |  |  |  |  |  |  |  |  |  |  |
|  |                                            |  |  |  |  |  |  |  |  |  |  |  |  |  |  |  |
|  |                                            |  |  |  |  |  |  |  |  |  |  |  |  |  |  |  |